# Іванівська церква (Прилуки)
Прилуцька Іванівська церква — православний (УПЦ МП: Прилуцьке благочиння Ніжинської єпархії) храм у районному центрі Чернігівської області місті Прилуках; історико-архітектурна пам'ятка середини XIX століття.
Храм розташований на розі вулиць Київської та Іванівської.

## З історії храму
У 1708—1709 роках прилуцький полковник Дмитро Горленко на свої кошти побудував дерев'яну Івано-Дмитрівську церкву на честь святих — патронів гетьмана Івана Мазепи та його самого. Вона розташовувалась неподалік від Київської брами на вигоні посаду Квашинці. Цей храм проіснував майже 70 років, і в 1780 році на її місці було зведено нову церкву, також в ім'я Івана Предтечі і св. Дмитра. Храм був розібраний у середині XIX столітті, а на місці престолу побудована невеличка каплиця.
Нова (сучасна) мурована церква з престолом Івана Предтечі та ікони Матері Божої Троєручниці побудована на новому місці — на розі Київської та Іванівської вулиць. 28 серпня 1865 року відбулось урочисте її освячення.
Спочатку п'ятибанна церква і триярусна дзвіниця стояли окремо, а 1910 року їх було об'єднано прибудовою, що дало змогу майже вдвоє збільшити площу культової споруди.
На подвір'ї Іванівської церкви, з боку вулиці, 1893 року збудована каплиця, присвячена сім'ї імператора Олександра III («в пам'ять чудесного звільнення 17 жовтня 1887» під час аварії потяга).
У лютому 1930 року Іванівську церкву було закрито, хрести і дзвони знято, а у приміщенні культової споруди розмістились військові склади 224-го стрілецького полку, що стояв у Прилуках. Знято було колокола й з триярусної дзвіниці, що стояла поруч. Найбільший колокол, який важив — 334 кг, більшовики відправили на переливання.
Пізніше в церкві перебували рукавична фабрика, пожежна охорона, а з 1964 року — склад міського управління торгівлі.
1993 року напізруйнована Іванівська церква була передана віруючим православної церкви Московського патріархату.
У 1996—2001 роках Іванівська церква повністю відреставрована і 22 січня 2001 року освячена.

## Галерея

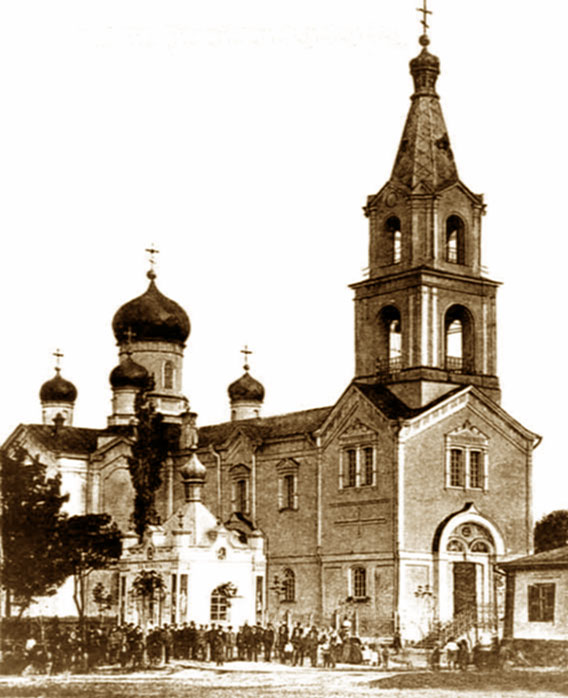
XIX ст.
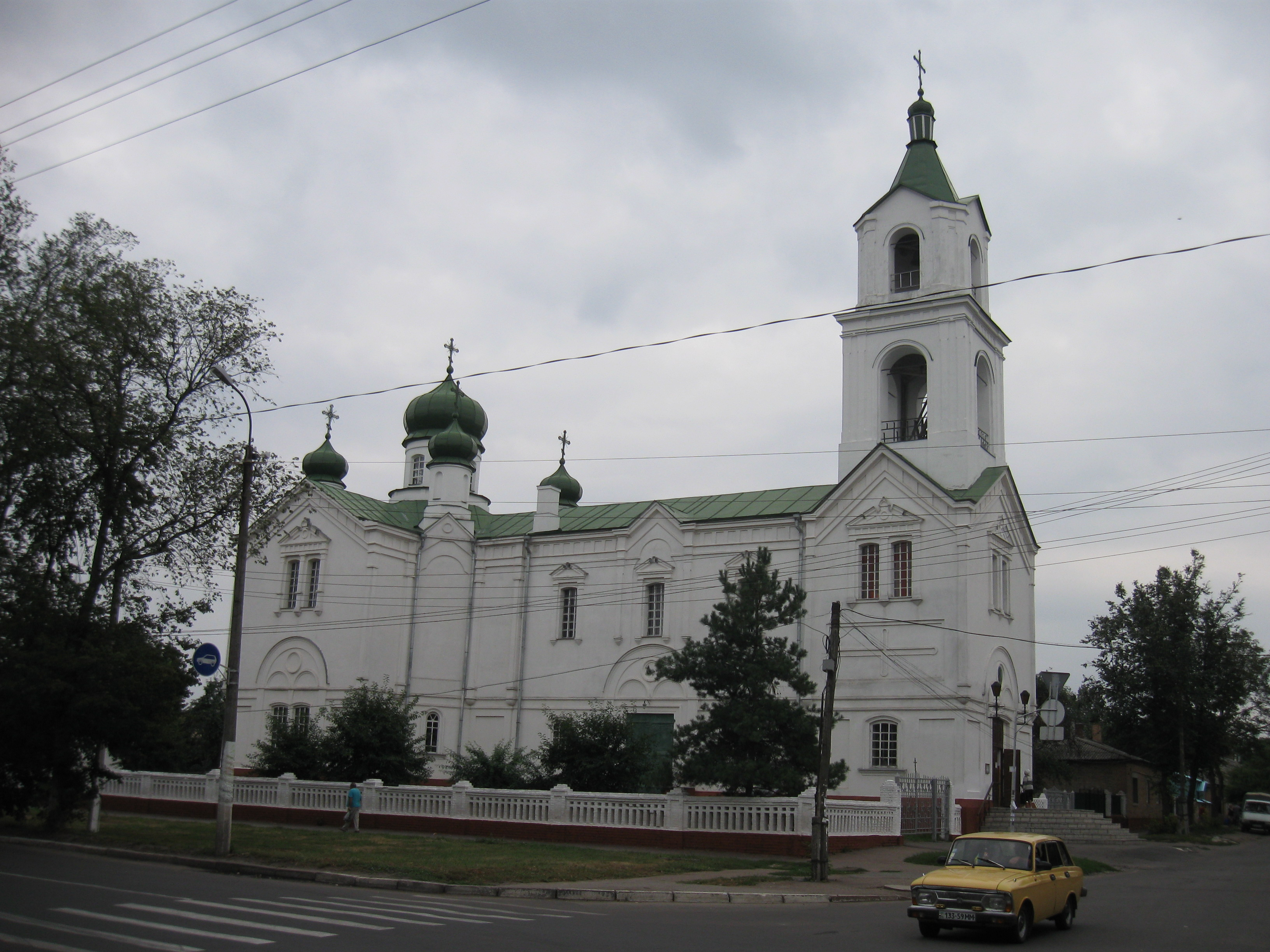
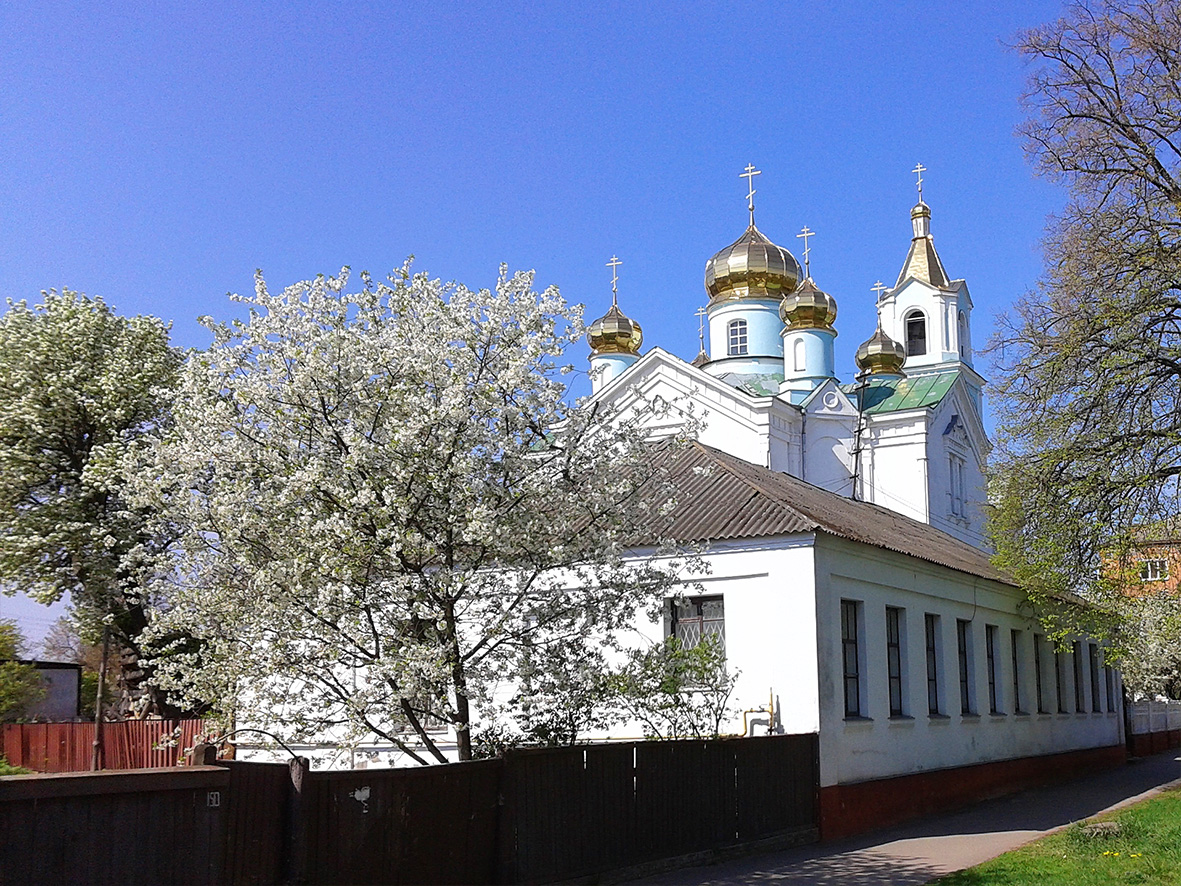

## Джерело
- Іванівська церква // Прилуччина: Енциклопедичний довідник. — Ніжин: «Аспект-Поліграф», 2007. — С. 189—190.